# Inoceramus
Inoceramus är ett utdött släkte av musslor med ovala, vanligen koncentriskt ornerade skal och rak låsrand utan tänder.
Arterna av släktet runt om på hela jordklotet, och var typiska för den yngre kriten och utgör ledfossil för flera av dessa bildningars zoner i nordvästra Europa.